# Heike Heubach
Pour les articles homonymes, voir Heubach.
Heike Heubach est une femme politique allemande, née le 14 décembre 1979 à Rottweil (Bade-Wurtemberg).
Membre du Parti social-démocrate d'Allemagne, elle est la première personnalité sourde à être élue députée au Bundestag,,.

## Biographie

### Jeunesse et formations
Heike Heubach naît le 14 décembre 1979 à Rottweil, dans le Bade-Wurtemberg,. 
À l'âge d'un an et demi, à la clinique universitaire de Tübingen (de), elle a été diagnostiquée sourde à la suite de la méningite : « Mais il se peut que je sois née sourde » puisque, « quand j'avais environ six mois, ma grand-mère s'est rendu compte que je ne réagissais pas à son appel », ajoute-elle.
En 1986, elle fréquente l'école primaire et secondaire. En 1996, elle entre à l'école de commerce, où elle obtient son Gymnasium (de) en 1999. En 2000, elle assiste à des cours au lycée, puis la Fachoberschule (de), l'année suivante, où elle récolte le Fachhochschulreife (de) en 2003.
En 2008, elle s'inscrit à une formation d'assistante en administration industrielle (de) à E.ON et y travaille jusqu'en 2013 pour travailler à Bayernwerk (de),.

### Carrière politique
En novembre 2019, Heike Heubach rejoint le Parti social-démocrate d'Allemagne (SPD). Elle se présente aux élections communales bavaroises de 2020 pour le conseil municipal de Stadtbergen.
En février 2021, elle est nommée aux élections fédérales allemandes de 2021 en tant que candidate directe du Parti social-démocrate d'Allemagne dans la circonscription d'Augsbourg-Land (de). Elle se présente également à la 24e place de la liste des pays du Parti social-démocrate d'Allemagne de la Bavière. Elle obtient 14,5 % des premiers votes et ne réussit pas à atteindre la liste.
En 20 mars 2024, elle passe au Bundestag pour succéder Uli Grötsch (de),, devient membre de la commission du logement, du développement urbain, de la construction et des communes, puis rejoint la gauche parlementaire (de). En avril, elle est élue présidente de l'association locale SPD Stadtbergen. Le 7 octobre, pour les prochaines élections fédérales allemandes de 2025, elle est à nouveau désignée candidate directe pour la circonscription d'Augsburg-Land. Le 10 octobre, elle prononce son premier discours au Bundestag allemand, étant également le premier discours en langue des signes allemande devant l'assemblée plénière.

### Vie privée
Mariée, Heike Heubach est mère de deux filles, dont l'une est née en 2002 et l'autre en 2005.